# Bodtjärnen (Frostvikens socken, Jämtland, 715935-144359)
Bodtjärnen är en sjö i Strömsunds kommun i Jämtland och ingår i Ångermanälvens huvudavrinningsområde. Sjön har en area på 0,142 kvadratkilometer och ligger 523,6 meter över havet. Bodtjärnen ligger i Frostvikenfjällen Natura 2000-område.

## Delavrinningsområde
Bodtjärnen ingår i det delavrinningsområde (715829-144312) som SMHI kallar för Utloppet av Bodtjärnen. Medelhöjden är 684 meter över havet och ytan är 2,47 kvadratkilometer. Det finns inga avrinningsområden uppströms utan avrinningsområdet är högsta punkten. Vattendraget som avvattnar avrinningsområdet har biflödesordning 4, vilket innebär att vattnet flödar genom totalt 4 vattendrag innan det når havet efter 296 kilometer. Avrinningsområdet består mestadels av skog (78 procent) och kalfjäll (15 procent). Avrinningsområdet har 0,17 kvadratkilometer vattenytor vilket ger det en sjöprocent på 6,9 procent.